# 潘陽春
潘陽春（1566年—？），字伯乾，號郢白，浙江紹興府余姚县人，軍籍，明朝政治人物。

## 生平
萬曆十九年（1591年）辛卯科浙江鄉試舉人，二十六年（1598年）戊戌科二甲三十一名進士。通政司觀政，次年授工部主事，三十年管湖廣荆关工部抽分厰，三十三年升工部员外郎，三十四年升屯田司郎中。三十六年升福建布政司右参政，四十年升江西按察使，四十一年考察降职，四十七年降为廣東副使，天啓二年（1622年）升福建右参政，四年养病乞休。

## 家族
曾祖潘璋。祖潘守仁，庠生。父潘諫，庠生，累封奉直大夫工部都水司员外郎。母孫氏，封宜人。弟潘瑞春，丙午順天亞魁。潘芳春。潘融春，万历三十八年进士。潘長春。